# Prostaglandyny E
Prostaglandyny E – rodzina naturalnie występujących prostaglandyn:
- alprostadyl – prostaglandyna E1 (PGE1)[1][2]
- dinoproston – prostaglandyna E2 (PGE2)[1][2]
- prostaglandyna E3 (PGE3)[2]

Prostaglandyny E
PGE1
PGE2
PGE3